# Феокритов, Петр Силович
Петр Силович Феокритов (1841—1914) — предприниматель, основатель одной из первых типографий на территории Поволжья.

## Биография
Петр Силович Феокритов родился в 1841 году. Его отцом был священник, и воспитание он получил в Саратовском духовном училище. После того, как окончил обучение в училище, поступил на службу в Саратовский уездный суд. Через некоторое время сменил место работы и стал служить в губернской строительной и дорожной комиссии. Петр Силович Феокритов дослужился до чина губернского секретаря, а затем вышел в отставку. Он начал заниматься изучением типографии и типографского дела вообще. Петр Силович начал работать заведующим частной типографии. Вникнув в нюансы работы, через некоторое время он решил открыть свою типографию. Этому располагала и ситуация, сложившаяся в Саратове. В то время в городе уже работали типографии достаточно небольших размеров — губернская и земская. При этом они не полностью удовлетворяли нужды города. Саратов и уездные города, находившиеся по близости, нуждались в предоставлении качественных и быстрых услуг типографии.
В тот период Петр Феокритов не располагал средствами для того, чтобы сразу открыть большую типографию. Он купил одну машину, нанял 8 человек, и так его частная типография заработала в 1873 году. Предприниматель развивал свое дело, при этом выполняя обязанности наборщика, конторщика и развозчика заказов. В 1874 году к нему стали поступать заказы из уездного земства и волостных правлений Саратовской губернии.
Для усовершенствования и расширения своего дела, Петр Феокритов заключил соглашение с заграничными фирмами. Через несколько лет типография Феокритова стала работать в новом помещении, в котором были новые машины заграничных фирм. Состав служащих также увеличился. В 1880 году типография стала считаться лучшей в Поволжье. С ней сотрудничали Астраханская, Самарская и Саратовская губернии, Сибирь, уездные учреждения. Сотрудничать стали и управление железной дороги и почтовотелеграфный округ.
В 1901 года Петр Силович Феокритов стал выдавать ежегодник «Спутник по реке волге и ея притокам Каме и Оке». В этом ежегоднике было подробное описание Волги, начиная от ее истока до Астрахани. Содержалось описание рек Камы и Оки, а также разных достопримечательностей, которые были построены на их берегах, в том числе монастырей. В этом ежегоднике были детальные карты-схемы этих рек и иллюстрации городов. В 1903 году для иллюстрации открыток он использовал 12 фотографий Твери, имя автора — не известно. Ежегодник издавался в дорогом и красивом переплете. Со временем издание «Спутника» преобразилось и он стал выходить не просто в альбомном формате, а в виде книги, в котором можно было увидеть иллюстрации судов, которые относились к разным пароходным обществам.
Издания, которые были выпущены в типографии Феокритова, характеризовались высоким качеством печати. Он использовал хорошую бумагу, делал рисованные обложки, использовал шрифты, которые в начале XX века могли уже считаться немного устаревшими.
В 1904 году он выпустил альбом «Дальний Восток», в котором помимо фотографий были патриотические тексты.
Петр Феокритов начал открывать отделения типографии в уездных городах. Он хорошо относился к своим подчиненным, которые служили у него многие годы. В период 1905—1906 годов, когда проходили забастовки, на предприятии Феокритова не были ни одной. Известно, что особо усердные служащие получали за хорошую службу пособия, начинали открывать свою собственную типографию.
Петр Феокритов умер в марте 1914 года. К этому времени в его типографии уже работало 27 машин, у которых была хорошо поставленная литография, работала переплетная мастерская. Наследниками Петра Феокритова стал его сын, Евгений Петрович Феокритов и дочь, Мария Петровна Анисимова.